# Rutino
Rutino es una localidad y comune italiana de la provincia de Salerno, región de Campania, con 883 habitantes.

## Historia
La fecha de fundación del país no se conoce. La casa se indica por primera vez bajo el nombre de Ruticinum (en locum Ruticini) en un documento de 954. Este habla de la "Translatio" de los restos del cuerpo del apóstol San Mateo por Duoflumina (Casal Velino) para Caputaquis (Capaccio) y de allí a Italia.
El país en el siglo XI era una casa de Baronía de Cilento, feudo de la Casa de Sanseverino en 1276. Vendido en 1535 por Ferrante Sanseverino a Francisco de Rogerio, en 1538 pasó al hijo de este último, Gian Lorenzo.
Posteriormente perteneció a Juan Gómez junto con el Peñón del Castillo.
De 1811 a 1860, bajo el nombre de Rotino, formó parte del distrito de Torchiara, perteneciente al Distrito Vallo en el Reino de las Dos Sicilias.
De 1860 en 1927, tras la proclamación del Reino de Italia fue parte del ayuntamiento de Torchiara, perteneciente al distrito de Vallo della Lucania.
Durante la Segunda Guerra Mundial, el país fue ocupado por las tropas alemanas. Tras la Guerra funcionó un tren que fue cerrada en los años 90.

## Evolución demográfica
| Gráfica de evolución demográfica de Rutino entre 1861 y 2001 |
|                                                              |
| Fuente ISTAT - elaboración gráfica de Wikipedia              |